# Мокренци
Мокренци (на гръцки: Βαρικιώτες, Варикиотес) са жителите на село Мокрени (Варико), Гърция. Това е списък на най-известните от тях.

## Родени в Мокрени
А – Б – В – Г – Д –
Е – Ж – З – И – Й —
К – Л – М – Н – О —
П – Р – С – Т – У —
Ф – Х – Ц – Ч – Ш —
Щ – Ю – Я

### А
- Анастас Симеонов (1891 – ?), български комунистически деец
- Атанас Димитров, български революционер от ВМОРО, четник на Кузо Попдинов[1]
- Анастас (Ташко) Попниколов (Αναστάσιος ή Τάσκος Παπανικολάου), гръцки андартски деец от втори клас[2]

### В
- Васил Димбарчев, деец на ВМОРО[3]
- Виктория Иванова Богданова (1926 – ?), членка на АФЖ, подпомага партизаните от ЕЛАС, след края на Гражданската война в 1949 година бяга в Югославия, от 1955 г. е в СССР, а в 1961 година със съпруга си Мануил Богданов се установява във Варна, България, оставя спомени за Гражданската война[4]

### Г
- Георги Бобищено, участник в Черногорската армия 1875 – 1878 година[5]
- Георги Тасев (? – 1903), български революционер
- Георги Попевтимов (Εεώργιος Παπαευθυμίου), гръцки андартски деец от втори клас, учител[2]
- Григор Василев, български революционер от ВМОРО, четник на Бончо Василев[6]

### Д
- Димитър Стоянов Нанов, български революционер, деец на ВМОРО, участник в Илинденско-Преображенското въстание[7]
- Дини Андреев (1883 – 1903), по-малък брат на Никола Андреев, загинал през август 1903 година като четник на Христо Чернопеев в сражението при Султан тепе[8]

### И
- Иван Попданаилов (Данаилов), завършил Костурското българско училище с Никола Андреев и Никола Милев,[9] учител в Българска Блаца[10]

### Й
- Йорги Никола, българин, православен, арестуван преди април 1904 година, обвинен в „разбунтуване, присъединявайки се към българския бунтовнически комитет“, осъден от Извънредния съд на 3 години каторга, лежал в Битолския затвор, амнистиран с общата амнистия от 12 април 1904 година[11]
- Йосиф Василев Кондов, български офицер,[12] емигрантски деец, подпредседател на Костурското братство

### К
- Катина Андреева (1928 – 1949), гръцка и българска партизанка
- Коста Василев Димбарчев (1923 – 2002), деец на ЕПОН, ятак на ЕЛАС (1942 – 1944), войник на ДАГ в Гражданската война (1946 – 1949), след разгрома на ДАГ в 1949 година емигрира в СССР, а в 1956 година се установява във Варна, България, оставя спомени[13]
- Коста Бичинов, български революционер
- Коста Шапазов, участник в Гръцкото въстание от 1877 – 1878 година[5]
- Коте Димитри, българин, православен, арестуван преди април 1904 година, обвинен в „бунт и вклучване в четата на Коле Симон, един от водачите на българските разбойници“, осъден от Извънредния съд, лежал в Битолския затвор, амнистиран с общата амнистия от 12 април 1904 година[14]
- Кръстю Биралчанов, четник при Яне Сандански в 1903 година[8]

### М
- Мануил Николов Богданов – Богданче (1921 – ?), партизанин от ЕЛАС в 1942 – 1944 г., войник от ДАГ в Гражданската война в 1947 – 1949 г., от 1949 до 1961 година е емигрант в СССР, след което се установява във Варна, България, оставя спомени за Гражданската война[4]
- Мити Дончев, участник в Гръцкото въстание от 1877 – 1878 година[5]

### Н
- Никола Андреев (Алай бей) (1879 – 1911), български революционер и учител
- Никола Богданов, четник при Дзоле Стойчев до 1908 година[8]
- Никола Г. Кондов, български революционер от ВМОРО, четник на Лука Джеров[15]
- Никола Диманин, четник при Гоце Делчев в 1903 година[8]
- Никола Костов, четник при Кузо Попдинов в 1905/1906 година[8]
- Никола Манолов Диманов (1931 – ?), деец на ЕПОН, войник на ДАГ в Гражданската война (1947 – 1949), след разгрома на ДАГ в 1949 година емигрира в СССР, а в 1961 година се установява във Варна, България, оставя спомени[13]
- Никола Милев (1881 – 1925), виден български историк и публицист
- Никола Пициков (Νικόλαος Πιτσίκας), гръцки андартски деец от втори клас[2]
- Никола Сиин (? – 1925), български революционер

### П
- Пано Мокренчето, български революционер от ВМОРО, последователно четник при Никола Дечев, Стоян Димитров и Панчо Константинов[16]

### Х
- Христо (Ристо) Чаров (1927 – ?), български активист и гръцки комунист; в 1945 година е арестуван и до 1946 година лежи в затвора; след освобождаването си се включва в редовете на ДАГ; заловен, след жестоки инквизиции е разстрелян в Мегара[17]

### С
- Стерьо Диривингов, четник при Яне Сандански в 1903 година[8]
- Симеон Сиин (1863 – 1929), български революционер
- Стефан Иванов Тасев (1872 – след 1943), терорист в Одринско в 1896 – 1898 година, по-късно четник на Христо Чернопеев, участвал в сраженията при Голак, Китка и Султан тепе[8]
- Стоян Ников (1873 – след 1943), четник на Христо Чернопеев, участвал в сраженията при Голак, Китка и Султан тепе[8]
- Стоян Рапов, български революционер от ВМРО, четник в периода 1918 – 1923 г., изселил се в Несебър[18]

### Т
- Туши Сиин, войник в Черногорската армия между 1875 и 1878 година[5]

### Ф
- Флора Кирякова Димбарчева (1926 – 2005), членка на ЕПОН от 1944 година, ятачка на ЕЛАС (1944 – 1945), войник на ДАГ в Гражданската война (1949), след разгрома на ДАГ в 1949 година емигрира в СССР, а в 1956 година с мъжа си се установява във Варна, България, оставя спомени[13]

### Я
- Яне Николов (ок. 1850 – ?), български революционер от ВМОРО

### Македоно-одрински опълченци от Мокрени
- Илия Ангелов, 4 рота на 8 костурска дружина[19]
- Милан (Михаил) Ангелов, 3 рота на 8 костурска[20]
- Мицо Андонов, 1 рота на 8 костурска[21]

## Други
- Анастасия Костова Димбарчева, варненска кардиоложка, по произход от Мокрени
- Владимир Гоев (1925 – 2013), български художник, по произход от Мокрени